# Głos Ziemi Cieszyńskiej
Głos Ziemi Cieszyńskiej – tygodnik regionalny wydawany od 1955 roku w Cieszynie. Zajmuje się szeroką tematyką związaną ze Śląskiem Cieszyńskim.
Tytuł przestał wychodzić 1 września 1976 roku, głównie z inicjatywy Józefa Buzińskiego, pierwszego sekretarza Komitetu Wojewódzkiego PZPR w Bielsku-Białej i kierownika jego Sekretariatu Apoloniusza Kuliga. Przyczyną była chęć stworzenia jednego tytułu prasowego w ówczesnym województwie bielskim wydawanego w Bielsku-Białej. W efekcie w miejsce zlikwidowanych bielskiej „Kroniki Beskidzkiej” i „Głosu Ziemi Cieszyńskiej” zaczął wychodzić tygodnik „Kronika”.
Od razu rozpoczęto starania o reaktywowanie „Głosu”. Ostatecznie 2 października 1981 roku gazeta zaczęła wychodzić ponownie.
Zespół redakcyjny (w 2010):
- Natalia Tokarska (redaktor naczelna)
- Artur Jarczok (redaktor techniczny/dziennikarz)
- Katarzyna Lindert-Kuligowska (dziennikarz)
- Dorota Krehut-Raszyk (dziennikarz)
- Krzysztof Marciniuk (dziennikarz)

## Redaktorzy naczelni
- Emanuel Guziur (1955–1956)[2]